# Maxwell Peters
Maxwell Peters, född 22 september 1955, är en antiguansk och barbudansk friidrottare. Han deltog vid olympiska sommarspelen 1976.